# Georges de Crombrugghe de Looringhe
Pour les autres membres de la famille, voir De Crombrugghe de Picquendaele.
Le baron Georges-Victor-Herman-Auguste-Jules de Crombrugghe de Looringhe, né le 12 mars 1841 à Stockholm et mort le 21 juillet 1922 à Bruges, est un homme politique belge.
Les Crombrugghe descendent directement des Ménapiens, principale tribu Belgæ des anciennes Flandres.

## Fonctions et mandats
- Conseiller provincial de Flandre Occidentale : 1866-1882
- Conseiller communal de Bruges : 1875
- Échevin de Bruges : 1876-1899
- Sénateur par l'arrondissement de Bruges : 1882-1900
- Président du Bureau des Marguilliers de l'Église Saint-Gilles de Bruges

## Sources
- P. Van Molle, Het Belgisch parlement, p. 72
- Le Parlement belge 1830-1894, p. 129-130
- J. Stengers, J.-L. De Paepe, M. Gruman, Index des éligibles au Sénat (1830-1894), Brussel, 1975
- Le Sénat belge, p. 270-272

- Ressource relative à plusieurs domaines :   - ODIS